# Futbol a peu
El futbol a peu és una variant del futbol que té com a objectiu mantenir involucrades en el futbol les persones majors de 50 anys que, per manca de mobilitat o per altres motius, no poden practicar el joc tradicional. El futbol a peu es pot practicar tant a l'interior com a l'exterior. El futbol a peu va ser ideat com un esport competitiu per John Croot del Chesterfield FC el 2011.
L'octubre del 2017, la cobertura que en va fer Sky Sports News i un documental emès a Sky Sports Football l'octubre de 2017, va ajudar a fer que el futbol a peu hagi crescut tant a Anglaterra fins als 645 equips actuals agrupats en la The Walking Football Association. El 15 d'octubre de 2024 van començar els entrenaments de l'equip de futbol caminant de Vilanova i la Geltrú, primer equip d'aquest esport a Catalunya.